# Giuseppe Mori
Giuseppe Mori (24. ledna 1850, Loro Piceno – 30. září 1934, tamtéž) byl italský římskokatolický duchovní, sekretář Posvátné Kongregace koncilu a kardinál.

## Život
Narodil se 24. ledna 1850 v Loro Piceno.
Studoval v kněžském semináři ve Fermu a poté v Papežském římském semináři. Dne 17. září 1874 byl vysvěcen na kněze. V letech 1874-1880 působil v pastorační službě v diecézi Řím a v letech 1885-1903 byl zaměstnancem Posvátné Kongregace koncilu. V letech 1903-1908 byl auditorem.
Dne 4. října 1880 byl jmenován Čestným komořím Jeho Svatosti a 7. prosince 1903 byl opět jím jmenován.
Dne 20. října 1908 jej papež Pius X. jmenoval podsekretářem Posvátné kongregace pro svátosti a 9. února 1909 auditorem Posvátné Římské roty.
Dne 8. prosince 1916 ho papež Benedikt XV. jmenoval sekretářem Posvátné Kongregace koncilu.
Dne 11. prosince 1922 jej papež Pius XI. na konzistoři jmenoval kardinálem-jáhnem. Jako titulární kostel mu byl přidělen San Nicola in Carcere. Kardinálský biret a titul mu byl předán 14. prosince 1922.
Dne 13. března 1933 mu byl změněn titul na kardinála-kněze pro hac vice.
Zemřel 30. září 1934 v Loro Piceno na srdeční chorobu. Pohřební služba se konala o den později v kostele svatého Františka v Loro Piceno a vedl jí biskup maceratský Luigi Ferretti. Dočasně byl pohřben ve hřbitovní kapli v Loro Piceno a poté byly ostatky přeneseny do rodinné kaple.